# Кафе-шантан

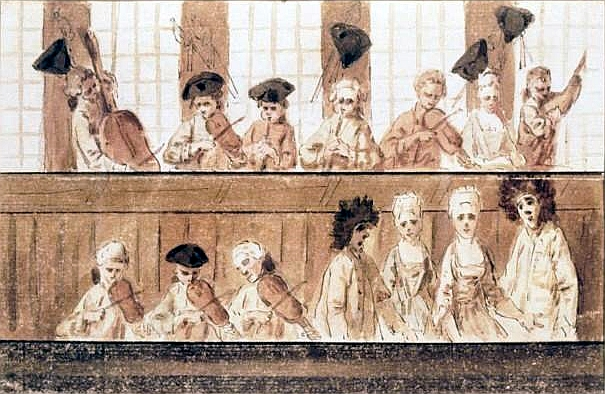
Перше Кафе-шантан було відкрито в 1789 році на Єлисейських полях — (малюнок чорнилами з колекції Іполіта Дестайлера)

Кафе-шантан (фр. вимова: [kafe ʃɑ̃tɑ̃]; французька: літ. співоче кафе), café-concert, або caf’conc — різновид музичного закладу, пов’язаного з Прекрасною епохою у Франції. Музичні твори були загалом легковажні та іноді ризикованими чи навіть непристойними, але, на відміну від традицій кабаре, не були особливо політичними чи конфронтаційними.
Попри те, що визначення кабаре, мюзик-холу, водевілю тощо часто збігаються, кафе-шантан спочатку було відкритим кафе, де невеликі групи виконавців виконували популярну музику для публіки.

## Національні варіації

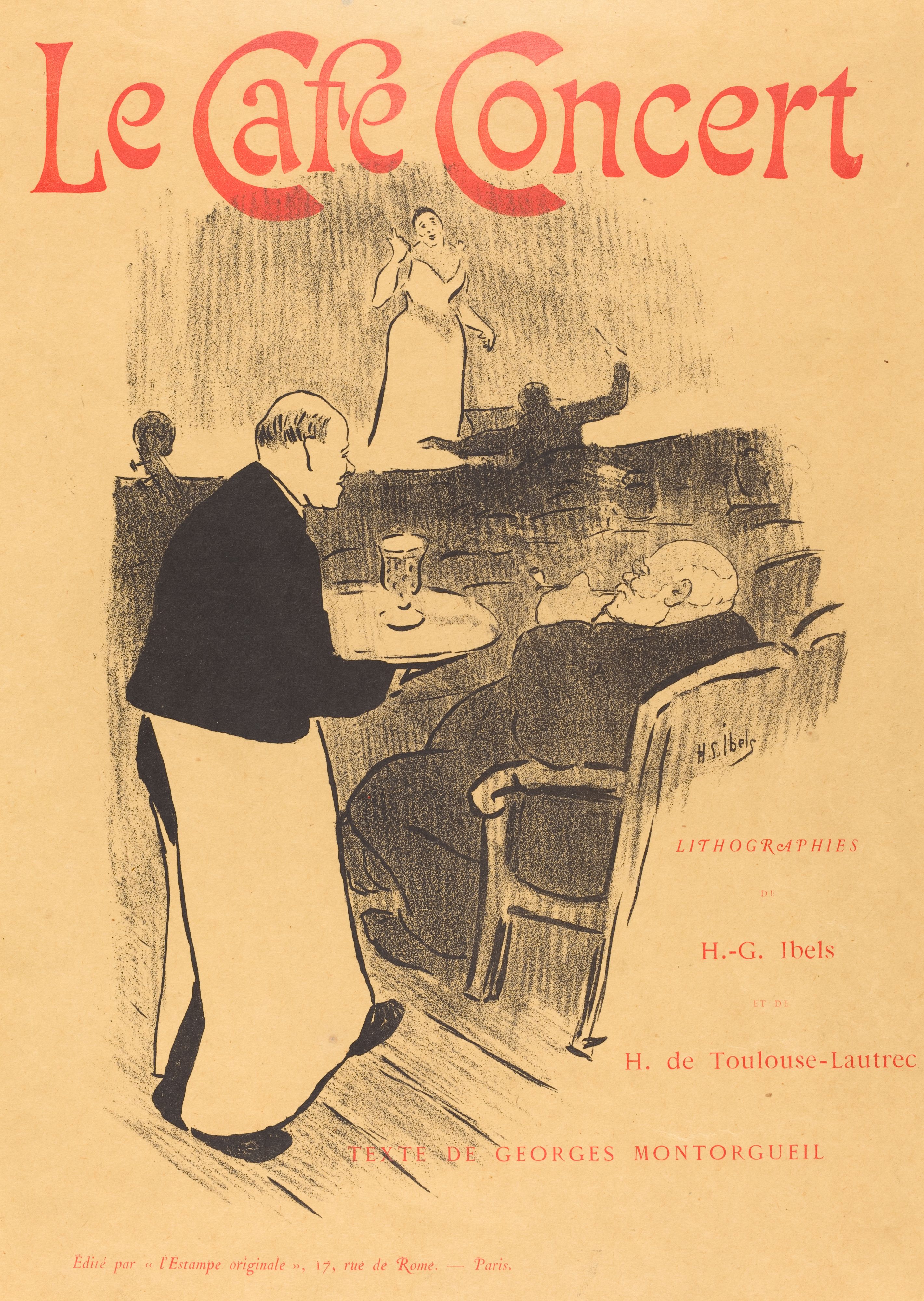
Le Café Concert, автор Анрі-Габріель Ібельс, ілюстрована обкладинка книги Ібельса та Тулуз-Лотрека, 1893 — замовник Франсіск Сарсі

Традиція таких закладів як музичних майданчиків бере свій початок у Парижі   та Лондоні вісімнадцятого століття.
Найширшої популярності такі заклади набули наприкінці XIX – на початку XX століття з розвитком різноманітних національних «шкіл» кафе-шантан (крім французької). Таким чином, говорили про італійське кафе-шантан   німецьке кафе-шантан  або австрійське кафе-шантан. Наприклад, принаймні один заклад вікторіанської епохи в Англії був відомий як кафе-шантан.  Одними з найвідоміших виконавців у цьому середовищі були скрипаль Жорж Буланже, який виступав у цьому стилі з 1910 до 1958 року, і співачка Горелла Горі або Заїра Ерба, яка померла в 1963 році.
В Іспанії такий заклад був відомий як café cantante і став центром професійних виступів фламенко з середини дев’ятнадцятого століття до 1920-х років.
Співочі кафе були відомі як كافشانتان(kafeşantan) турецькою , і багато з них були відкриті в районі Бейоглу/Пера в Стамбулі на початку двадцятого століття. Вони досить докладно описані в мемуарах таких авторів, як Ахмед Расим і Сермет Мухтар Алус. Більш ранні версії kafeşantan, відомі як kahvehane турецькою мовою, з’явилися в Стамбулі за часів Османської імперії ще в 1554 році. Сотні їх відкривалися постійно, більшість із них мали статус соціальних клубів. 
На території України часів Російської імперії цей термін широко перейшов у російську мову як «кафе-шантан». Одеса була містом, найбільш відомим своїми численними кафе-шантанами.

### Участь у зборі коштів для надання виборчого права жінкам та інші події
У двадцятому столітті виступи кафе-шантан проводилися по всій Великобританії рухом за жіноче виборче право, щоб зібрати разом своїх прихильників і зібрати кошти. Організація музичних та інших виступів, які проводив рух, мала бути на високому рівні (і навряд чи була ризикованою, хоча й нетрадиційною), тому збір коштів таким чином був успішним. Почавши в одній філії , потім поширившись по всій Шотландії, цей спосіб збору коштів очолив у 1908 році Джессі М. Сога, контральто. Програма для лондонського Кафе-шантан демонструє різноманітність виступів, починаючи від музики чи розмов, закінчуючи ясновидінням і джиу-джитсу.
До цього подія Thé та Café Chantant була організована в 1900 році в Единбурзі Еліс Лоу (суфражисткою) та актором, щоб зібрати гроші для патріотичного фонду для шотландських солдатів. Пізніше подібний захід для фонду допомоги військовополоненим був організований «чайним комітетом» у Лімінгтон-Спа під час Першої світової війни в 1916 році 

## Згадки у мистецтві
Le Café Concert — книга, опублікована L'Estampe originale у 1893 році про французькі заклади того часу. Книга містить текст Жоржа Монторгейля. Він проілюстрований численними літографіями Тулуз-Лотрека та Анрі-Габріеля Ібельса, на яких здебільшого зображені відомі виконавці або відвідувачі сучасної паризької сцени.
Назва Кафе-шантан з’являється
- Арабія, оповідання Джеймса Джойса (написано близько 1904–1905; опубліковано 1914 у Dubliners) [19]
- Людина, що була Четвергом, Г. К. Честертон (опубліковано 1908) [20]
- Будденброки, Томас Манн (опубліковано 1901) [21] німецькою мовою
- Неділі Жана Дезерта, Жан де Ла Віль де Мірмон (опубліковано 1914) [22]
- Назва сольного концерту стендап-коміка Сергія Чиркова "Кафе-шантан" [23]
- Злочин і кара (частина шоста, глава VI), Федір Достоєвський (опубліковано 1866) російською мовою